# Banghaasia ildefonsella
Banghaasia ildefonsella är en fjärilsart som beskrevs av Heinrich Friese 1960. Banghaasia ildefonsella ingår i släktet Banghaasia och familjen spinnmalar. Inga underarter finns listade i Catalogue of Life.